# Neodrymonia
Neodrymonia é um gênero de traça pertencente à família Arctiidae.